# سیستم‌عامل موبایل
سیستم عامل موبایل نوعی سیستم‌عامل است که مخصوص دستگاه‌های قابل حمل از جمله تبلت، تلفن هوشمند و دستیار دیجیتال شخصی می‌باشد و کنترل این نوع دستگاه‌ها را برعهده دارد.
این نرم‌افزار در اصل شبیه به سیستم‌عامل مایکروسافت ویندوز، لینوکس یا مک اواس ده می‌باشد که کنترل یک رایانه رومیزی یا لپ‌تاپ را بر عهده دارند. با این حال، آن‌ها در حال حاضر تا حدود زیادی ساده‌ترند، و بیشتر با نسخه‌هایی که امکان کار ارتباط با امواج بی‌سیم با پهنای باند بالا را دارند، ساخته شده‌اند یا همچنین قابلیت اتصال به شبکه محلی را دارند. همچنین برخی از این انواع نیز دارای فرمت‌های چند رسانه‌ای موبایل، و روش‌های ورودی متفاوت هستند.
نمونه بارز سیستم‌های عامل از این نوع در حال حاضر بر روی تلفن‌های همراه هوشمند اسمارت فون قرار دارند، دستیاران دیجیتال (Digital assistant) رایانه‌های جیبی (PDA)ها، تبلت، یا آنچه اغلب به عنوان ابزارهای هوشمند گفته می‌شود استفاده می‌گردد، که همچنین ممکن است شامل سامانه توکار، یا دیگر دستگاه‌های تلفن همراه و دستگاه‌های بی‌سیم باشد.

## انواع سیستم عامل‌ها

### اندروید

لوگوی اندروید

اندروید در حال حاضر پرطرفدارترین سیستم عامل موبایل است که توسط شرکت گوگل برای موبایل‌ها و تبلت‌ها ارائه شده‌است.
اندروید بر پایهٔ سیستم عامل لینوکس طراحی و ساخته شده‌است.
واژهٔ اندروید به معنای روبات کوچک و شبه انسانی است که به وسیلهٔ کامپیوتر کنترل می‌شود و می‌توان در فارسی واژهٔ شبه انسان را برای آن برگزید.
اندروید در آغاز شرکت کامپیوتری کوچکی بود که توسط فردی به نام اندی روبین و سه تن از همکارانش پایه‌گذاری شده بود. فعالیت این شرکت در راستای تولید نرم‌افزار و برنامه‌های کاربردی برای موبایل بود که در این راه موفقیت بسیاری کسب کرده بود. در سال ۲۰۰۵، گوگل امتیاز اندروید را از این شرکت خریداری کرد و پس از آن اندی روبین را به سمت قائم مقام این شرکت و مسئول پروژه‌های مربوط به اندروید برگزید. تیم مسئول پروژه، طراحی نوعی پلت فرم موبایل مبتنی بر سیستم عامل لینوکس را آغاز کرد و در سال ۲۰۰۷، گوگل خبر از یک تحول بزرگ در صنعت موبایل داد. در این سال به کوشش و پیگیری گوگل، اتحادیه‌ای با نام Open Handset Alliance با عضویت بیش از ۳۰ شرکت فعال در زمینهٔ تولید نرم‌افزارهای موبوط به موبایل و تولیدات مشابه تشکیل شد و این اتفاق به سرعت توجه بسیاری از شرکت‌های بزرگ جهان مانند سامسونگ، ال جی، اچ تی سی و … را به خود جلب کرد.
در اکتبر ۲۰۰۸، اولین موبایل اندروید جهان توسط شرکت اچ تی سی به نام T-mobile طراحی و تولید شد.
این فناوری به سرعت توجه بسیاری از شرکت‌های تولیدکنندهٔ موبایل در سراسر جهان را به خود جلب کرد و طولی نکشید که حلقه طرفداران اندروید بسیار گسترده شد.
مشخصات فنی اندروید
اندروید بر پایه هسته لینوکس ساخته شده‌است. ابزارهای مختلف آن به راحتی برای کاربران قابل دسترس است و توسط گوگل حمایت می‌شود. این سیستم عامل از فرمت‌های مختلف فایل‌های مولتی مدیا مانند MPEG-4، H.264، MP3، AAC, GIF, JPEG, PNG, AMR و از تمامی شبکه‌های ارتباطی مورد نیاز کاربران موبایل مانند GSM/EDGE, CDMA, EV-DO, UMTS، بلوتوث و wifi پشتیبانی می‌کند.
رابط کاربری سیستم عامل اندروید و بیشتر برنامه‌های آن با زبان جاوا و پایتون نوشته شده‌است. اما از آن جا که این سیستم عامل Java Virtual Machine ندارد، برای اجرای این برنامه‌ها کدهای جاوا باید به کدهای Dalvik تبدیل شوند و سپس توسط Dalvik Virtual Machine اجرا شوند.
فایل‌های گرافیکی اندروید همچون لینوکس به وسیلهٔ OpenGL پردازش می‌شوند. مرورگر پیش‌فرض اندروید بر اساس فریم ورک اوپن سورس WebKit طراحی و توسعه یافته‌است و در نسخه‌های جدیدتر این سیستم عامل گوگل، مرورگر کروم را که سرعت بالاتری دارد به مرورگر اندروید اضافه کرده‌است.
موبایل‌های مجهز به سیستم عامل اندروید، از تمامی سخت‌افزارهای رایج مانند GPS و دوربین‌های با کیفیت بالا پشتیبانی کرده و از نرم‌افزار SQLite برای ذخیره و مدیریت داده‌ها استفاده می‌کند. اندروید هم چنین از HTML5 پشتیبانی می‌کند و توسعهٔ برنامه‌های کاربردی در آن به راحتی انجام پذیر است. جدیدترین اندروید ارائه شده تا به امروز نسخه ۱۶ «اندروید ۱۶» می‌باشد.

### آی او اس

لوگوی آی او اس

آی او اس سیستم عامل انحصاری محصولات اپل است که برای اولین بار در سال ۲۰۰۷ به همراه آیفون ارائه شد. استیو جابز از همان ابتدا مرزهای خویش را با دیگر شرکت‌های جهان مشخص کرد و برای اجتناب از هر گونه دعوی حقوقی علامت iOS را از سیسکو دریافت کرد. iOS بر مبنای رابط کنترل چند لمسی طراحی شده‌است. برای جابه جایی صفحات در سیستم عامل بایدیک انگشت را روی نمایشگر کشید و با دو بار کشیدن انگشت می‌توان روی صفحات زوم کرد. ساختار اولیهٔ آی او اس از چهار لایهٔ core, coreos media layer, services و cocoa touch تشکیل شده و در نسخه‌های multi tasking 5,4 و پردازش ابری به آن افزوده شد. iOS از نظر ساختار و هستهٔ اولیه، شباهت بسیاری به macos دارد. این سیستم عامل از مرورگر سافاری برای جستجو در وب و از برنامهٔ Files برای مدیریت فایل‌ها، دفترچهٔ تلفن، پخش فرمت‌های صوتی و تصویری و اجرای اپلیکیشن‌ها استفاده می‌کند.
شرکت اپل در سال ۲۰۰۸، اپ استور را راه اندازی کرد که با استقبال بسیار خوبی از سوی کاربران رو به رو شد. اپ استور تا فوریه ۲۰۱۲ بیش از هفتصد و بیست و پنج هزار و هفتصد اپلیکیشن ارائه کرده‌است که تعداد دانلودهای آن حدود ۲۵ میلیارد بار بوده‌است. همین نکته نشان می‌دهد که کاربران iOS با سرعت زیادی در حال افزایش هستند و اپل نیز همیشه محصولات خود را جزو برترین‌ها معرفی کرده‌است. این تعریف و تمجیدها سبب شده‌است که انتظارها روز به روز از این برند بیشتر شود و البته اپل هم تا حدودی توانسته‌است با ارائه آخرین نسخهٔ iOS، رقبای سرسخت خود را ساکت کند. اجرای برنامه‌های اصلی و جانبی موبایل با صدا، ارسال پیامک بعد از رد تماس، تماس ویدئویی با اینترنت سیم کارت، خواندن صفحات وب به صورت آفلاین و ایجاد نقشه‌های سه بعدی، بخشی از تلاش اپل برای این ارائه بی کم‌وکاست آخرین شاهکارش است.
مشخصات فنی آی او اس
یکی از ویژگی‌های مهم iOS، منحصربه‌فرد بودن آن است. علاوه بر این که خود سیستم عامل در انحصار محصولات اپل است، برنامه‌های آن صرفاً برای iOS و ARM نوشته می‌شوند. مرورگر وب سافاری، برنامه‌های کاربردی وب را با دیگر مرورگرهای وب پشتیبانی می‌کند و برنامه‌های بومی برای دستگاه‌های در حال اجرای iOS و بعد از راه appstore قابل دریافت هستند. یک مرکز بازی برای این سیستم عامل در نظر گرفته شده‌است که علاوه بر ارائهٔ بازی‌های متنوع، بازی‌های آنلاین چند نفره منتشر می‌کند و کاربران را قادر می‌سازد تا از راه شبکه‌های اجتماعی، دوستان خود را دعوت به بازی کنند، امتیازهای خود را پیگیری کنند و در leaderboard به مقایسه با رقبای خود بپردازند. اپل آخرین نسخهٔ آی او اس را به تازگی به کاربران خود معرفی کرده‌است. iOS از زمان معرفی اولین نسخهٔ خود، تغییرات بسیاری را پذیرفته‌است و حالا iOS6 با بیش از دویست کارایی برای تمامی نسخه‌های آیفون قابل دسترس است. می‌توان گفت تمام قسمت عمدهٔ برنامه‌های iOS شامل سیری، شبکه‌های اجتماعی، سافاری، اشتراک‌گذاری تصاویر، برنامهٔ Accessibility و بسیاری از برنامه‌های اصلی و جانبی در iOS6 آپدیت شده و امکانات جدیدی را دریافت کرده‌است. البته از نظر بعضی از کاربران و کارشناسان بسیاری از این پیشرفت‌ها باید مدت‌ها پیش صورت می‌گرفت و هنوز بعضی از برنامه‌های iOS برای کاربران اندروید معمولی و پیش پا افتاده‌است. اما به هر حال اپل با معرفیIOS10 گام بزرگی در پیشبرد برنامه‌های خود برداشته و هم چنان در ردهٔ برترین سیستم عامل‌های موبایل می‌درخشد. جدیدترین IOS ارائه شده تا امروز هم نسخه IOS 11 می‌باشد

### ویندوز فون

لوگوی ویندوز فون ۷

سیستم عامل ویندوز فون برای اولین بار در سال ۲۰۱۰ توسط شرکت مایکروسافت برای موبایل‌های هوشمند طراحی و عرضه شد. رابط کاربری ویندوز فون، مترو نام دارد که نسبت به ویندوز موبایل از سرعت و دقت بالاتری برخوردار است. این سیستم عامل از یک صفحهٔ کلید مجازی برای تایپ استفاده می‌کند و امکان اتصال کیبورد فیزیکی را هم به موبایل فراهم کرده‌است. ویندوز فون ۷، از مرورگر مایکروسافت ایج بر پایهٔ مایکروسافت ایج ویندوز۱۰استفاده می‌کند؛ این مرورگر تا شش صفحه را می‌تواند هم‌زمان لود کند، امکان ذخیرهٔ عکس‌های موجود در صفحات را دارد و مولتی تاچ نیز هست. هم چنین امکان جستجوی یک واژه در صفحهٔ لودشده نیز وجود دارد. این مرورگر هم چنین می‌تواند جدا از هستهٔ سیستم عامل ویندوز فون به روزرسانی شود.
این سیستم عامل ابتدا به عنوان یکی از برترین سیستم عامل‌های موبایل در میان کاربران مطرح شد و قرار بود به عنوان یکی از رقبای جدی اندروید و آی او اس، دنیای اسمارت فون‌ها را در دست بگیرد اما طولی نکشید که در هیاهوی بازار سیستم عامل‌ها گم شد. شاید به همین دلیل بود که مایکروسافت تصمیم گرفت ویندوز فون ۸ را با کارایی‌های بالاتر عرضه کند. ظاهراً ویندوز فون ۱۰ از هستهٔ اصلی ویندوز ۱۰ استفاده کرده‌است و شباهت‌های بسیاری هم به آن دارد. پردازشگرهای چند هسته‌ای تا ۶۴ هسته، پشتیبانی از کارت حافظهٔ SD، بازی‌های گرافیکی با کیفیت بالا، فناوری Voip که درون سیستم عامل اعمال شده و آپدیت اتوماتیک اپلیکیشن‌ها و… بخشی از امکانات این سیستم عامل است. به نظر می‌رسد با این شرایط، ویندوز فون رقیب سرسختی برای اندروید و iOS خواهد بود. این سیستم عامل در حال حاضر در حال رشد بسیار سریع است و حدود به ۸۰ درصد گوشی‌های وینفون توسط نوکیا تولید می‌شد استفاده بهتر از پردازنده‌های گرافیکی و مرکزی باعث شده این سیستم عامل حتی در سخت‌افزارهای ضعیف تر از رقبای اندرویدی خود در سرعت عملکرد پیشی بگیرد. در وینفون ۸ برای بار دیگر بر ادامه رابط کاربری بر مبنای نوار مترویی پافشاری شده در نسخه ۸ از این سیستم عامل امکان تغییر ساز کاشی‌ها وجود دارد، همچنین به لطف پشتیبانی بهتر گرافیکی در این نسخه این رابط کاربری بسیار روان زیبا و چشم‌نواز است. با فاصله نه چندان دور (اوائل سال۲۰۱۵) نسخه ۱۰ عرضه شد که از امکانات جدیدی همچون تسلط روی رنگ‌های نمایشی توسط نمایشگر و مرکز اطلاع‌رسانی بهره و… برده بود. پیش‌بینی می‌شد با این پشتیبانی قوی از سخت‌افزار و حامیانی همچون نوکیا، این سیستم عامل آینده‌ای درخشان داشته باشد.
مشخصات فنی ویندوز فون
آخرین نسخه‌های این سیستم عامل حتی اگر با فاصله کمی از هم منتشر شده باشد، سعی کرده‌است که برنامه‌های خود را کاملاً به روزرسانی کند. ارسال پیامک در ویندوز فون با ارسال پیامک در شبکه‌های اجتماعی ادغام شده‌است و امکان تبدیل کلام به نوشتار در فرستادن پیامک وجود دارد. سرویس‌های هات میل، جیمیل و یاهو میل به صورت پیش‌فرض برای این سیستم عامل طراحی شده‌اند و دیگر سرویس‌های ایمیل را می‌توان روی گوشی‌هایی که مجهز به ویندوز فون هستند، تنظیم و از آن‌ها استفاده کرد. یکی از مهم‌ترین ویژگی‌های ویندوز فون، انتقال فایل‌های رسانه‌ای از کامپیوتر به موبایل با استفاده از برنامهٔ Zunefor Windows Phone است. این نرم‌افزار تمامی فایل‌های صوتی و تصویری موبایل را نمایش می‌دهد و امکان آپلود یا اشتراک‌گذاری در شبکه‌های اجتماعی هم با اسفاده از آن وجود دارد. بازی‌های برنامه‌ریزی شده برای ویندوز فون در نوع خود جدید و با کیفیت هستند و کاربران از راه مارکت پلیس می‌توانند تازه‌ترین بازی‌ها، موزیک ویدئوها و اپلیکیشن‌ها را دریافت کنند.
ویندوز فون ۸، نسخهٔ ای از این سیستم عامل است که مهم‌ترین ایراد آن عدم پشتیبانی مناسب از نسخه‌های پیشین است. با این حال مایکروسافت مدتی پیش آپدیت ویندوز فون جدید این شرکت که کاربران مدت‌ها در انتظارش بودند را معرفی کرد به همراه آپدیت ویندوز فون مانگو، آپدیت Marketplace ویندوز فون هم ارائه شد و کاربران این سیستم عامل می‌توانند آخرین اپلیکیشن‌های ویندوز فون را روی اسمارت فون‌های خود نصب کنند. شاید تعداد کاربران این سیستم عامل به پای اندروید و iOS نرسد، اما به هر حال بخشی از موبایل‌های جدید معرفی شده به بازار دارای ویندوز فون هستند و قطعاً ارائه آپدیت‌های مورد نیاز آن‌ها الزامی خواهد بود. آخرین ویندوز فون ارائه شده تا به حال نسخه ویندوز ۱۰ موبایل می‌باشد که تغییرات زیادی نسبت به نسخه‌های قبل خود کرده‌است و اپدیت ان برای اسمارت فون‌های قبلی خود هم ارائه شده‌است

### سیمبین

لوگوی سیمبین

سیمبین یکی دیگر از سیستم عامل‌های موبایل است که تا مدت‌ها توسط شرکت‌های معتبر دنیا مانند سامسونگ، سونی اریکسون، پاناسونیک و نوکیا مورد استفاده قرار گرفت تا این که در سال ۲۰۰۸، نوکیا سهام آن را به‌طور کامل از شرکت انگلیسی سیمبین خریداری کرد و این سیستم عامل پس از آن انحصار توسط موبایل‌های نوکیا به کار رفته‌است.
این سیستم عامل در ابتدا ساختار بسیار ساده‌ای داشت و از برنامه‌های محدودی پشتیبانی می‌کرد. اما موبایل‌هایی که با این فناوری تولید می‌شدند، با وجود قیمت بالا با استقبل بسیاری از سوی کاربران موبایل رو به رو شدند. موبایل‌های فراوانی که از سوی شرکت‌های سونی، نوکیا، فوجیتسو، موتورولا و زیمنس به بازار عرضه شد و به دلیل فروش بالا، برنامه نویسان آن تصمیم گرفتند؛ نرم‌افزارهای بیشتری برای این سیستم عامل طراحی کنند. شرکت‌های بسیاری در توسعه و پیشرفت نرم‌افزاری این سیستم عامل دخیل بوده‌اند، اما در نهایت نوکیا با خرید امتیاز آن توانست آن را به عنوان سیستم عامل انحصاری موبایل‌های خود معرفی کند. هم‌اکنون بسیاری از موبایل‌هایی که در ایران وجود دارند از این سیستم عامل استفاده می‌کنند. سیمبین سیستم عاملی است که به دلیل انعطاف‌پذیری زیاد قابلیت ارائه بالاترین کارایی را با کمترین امکانات سخت‌افزاری دارد. به همین دلیل معمولاً یک موبایل با سیستم عامل سیمبین با کمبود حافظه مواجه نخواهد شد. یکی دیگر از ویژگی‌های مثبت سیمبین، پایداری بالای آن است. دلیل این پایداری این است که زمانی که از پردازنده استفاده نمی‌شود، سیستم به‌طور خودکار در حالت خاموشی قرار می‌گیرد؛ بنابراین در مصرف باتری و دیگر منابع سخت‌افزاری تا حد زیادی صرفه جویی می‌شود.
مشخصات فنی سیمبین
برنامه‌های سیمبین با زبان‌های برنامه‌نویسی گوناگونی مانند، جاوا، WML Script، جاوا اسکریپت، پایتون و چند زبان فرعی دیگر نوشته می‌شود، اما مهم‌ترین زبان استفاده شده در این سیستم عامل C++ است. در واقع اولین و مهم‌ترین زبان برنامه‌نویسی سیمبین، C است و دلیل آن کارکرد بسیاری خوب این زبان از لحاظ سرعت و دقت اجرا است.
سیمبین تاکنون روی دو رابط کاربری S60 و UIQ ارائه شده‌است که البته رابط کاربری مهم آن S60 است که در آن می‌توان از برنامه‌های نوشته شده بر اساس Java MIDP، پایتون و ++C استفاده کرد.
Micro Kernel Architecture هستهٔ اولیهٔ سیمبین را تشکیل می‌دهد. این هسته دارای عناصر مهم مدیریت حافظه و زمان‌بندی است و از عناصر شبکه و فایل‌های سیستمی پشتیبانی نمی‌کند. در این شرایط سرورهای خارجی وظیفهٔ کنترل اوضاع را بر عهده دارند و این کار باعث می‌شود سرعت سیستم عامل تحت تأثیر انجام وظایف متفرقه کند نشود.
سیستم عامل سیمبین تاکنون در نسخه‌های فراوانی ارائه شده که آخرین و پیشرفته‌ترین آن‌ها به نام‌های Anna و Belle در سال ۲۰۱۱ با امکانات بسیاری عرضه شده‌اند. هر چند نمی‌توان با اطمینان گفت که سیمبین به‌طور کامل خواسته‌های کاربرانش را برآورده کرده‌است، اما به هر حال این سیستم عامل جزو برترین سیستم عامل‌های حال حاضر موبایل است و نوکیا قصد دارد با ارائه پلت فرم Symbian3 اعتبار پیشین خود را دوباره به دست آورد.

### بلک بری
سیستم عامل بلک بری را شرکت بلک بری(RIM سابق) برای اسمارت فون‌های این شرکت طراحی کرده‌است.
این سیستم عامل در ابتدا به دلیل بی‌رقیب بودن در پست الکترونیک مورد توجه قرار گرفت و پس از آن هنگامی که قابلیت‌های مجازی دنیای تجارت به آن اضافه شد، توجه بسیاری از کاربران حرفه‌ای موبایل در سراسر جهان را به خود جلب کرد.
اگر چه وسعت برنامه‌ها و بازی‌های این سیستم عامل به پای اندروید و سیستم عامل‌های دیگر نمی‌رسد، اما امکانات بسیار خوبی مانند برقراری ارتباطی آسان میان موبایل و کامپیوتر، قابلیت کار با شبکه‌های اجتماعی، فروشگاه مجازی دنیای تجارت و سازگاری با بیشتر سرویس‌های ارسال و دریافت پیام، این سیستم عامل را به یکی از محبوب‌ترین سیستم عامل‌های موبایل به ویژه نزد کاربرانی که از موبایل استفاده‌های مالی و تجاری می‌کنند، بدل کرده‌است.

### بادا

لوگوی بادا

بادا سیستم عاملی است که توسط شرکت سامسونگ الکترونیک برای موبایل‌های این شرکت طراحی شده‌است. بادا در زبان کره ای به معنای «دریاست» و اشاره به گستردگی برنامه‌ها و نرم‌افزارهای به کار رفته در آن دارد. اولین نسخهٔ این سیستم عامل در سال ۲۰۱۰ و نسخهٔ دوم آن در سال ۲۰۱۱ معرفی شد. بادا اگر چه از لحاظ فناوری‌های پیشرفته قابل مقایسه با اندروید و iOS نیست اما به دلیل این که موبایل‌های عرضه شده با این سیستم عامل با قیمت کم تری وارد بازار می‌شوند، مورد توجه بسیاری قرار می‌گیرند. بادا به تازگی فروشگاهی برای عرضهٔ نرم‌افزارهای خود راه اندازی کرده‌است که کاربران می‌توانند آخرین اپ‌ها را از آن جا دانلود کنند. بادا بر پایهٔ هستهٔ لینوکس Free BSD و Open BSD ایجاد شده‌است، از فلش ۹ پشتیبانی می‌کند و رابط کاربری آن قابلیت مانور زیادی به برنامه نویسان داده‌است. موبایل‌های دارای این سیستم عامل از فرایند چند لمسی پشتیبانی می‌کنند و در مجموع به عنوان یک موبایل دارای سیستم عامل نسبتاً ارزان، طرفداران زیادی در میان کاربران موبایل دارد.

### اوبونتو
اوبونتو یکی دیگر از سیستم عامل‌های موبایل است که توسط شرکت کانونیکال طراحی شده‌است.
این شرکت پیش از این نیز سیستم عامل اوبونتو را برای رایانه‌های شخصی بر پایه لینوکس طراحی نموده بود. این سیستم عامل از نظر طراحی و هسته برنامه‌نویسی شباهت‌های زیادی با سیستم عامل اندروید دارد. قرار شد اولین نسخه از این سیستم عامل در سال ۲۰۱۴ به صورت رسمی معرفی شود.
این سیستم عامل در ابتدا نسخه‌ای را برای گوگل نکسوس عرضه می‌نماید. سپس در سال ۲۰۱۴ اولین نسخهٔ رسمی اش را عرضه می‌کند. از مزایای این سیستم عامل می‌توان به متن بازبودن، و رایگان بودن همراه با برنامه‌های کاربردی زیاد اشاره کرد.
در مراسم معرفی این سیستم عامل Shuttleworth گفت سیستم عامل اوبونتو فون برای تلفن‌های ارزان قیمت طراحی شده تا تجربه‌ای روان تر را در اسمارت فون‌های ارزان قیمت را در اختیار کاربران بگذارند. او انتظار دارد این اسمارت فون‌ها از این سیستم عامل مانند دیگر سیستم عامل لینوکسی، یعنی اندروید استقبال کنند. اوبونتو فون دو حالت ضعیف که روی دستگاه‌هایی که پردازنده A9 ARM و رم ۱ گیگابایت دارند اجرا می‌شود و یک حالت دیگر که قوی (سنگین) نام دارد و روی دستگاه‌های گران‌قیمت اجرا شده. Shuttleworth همچنین گفت که اوبونتو بازارهای نو ظهور را با پیشنهاد یک مجموعه کمتر، هدف گرفته‌است.

## مقایسه سیستم عامل‌ها
| سیستم عامل         | نقاط قوت | نقاط ضعف |
| ------------------ | --- | --- |
| لوگوی اندروید      | چند زبانه بودن و پشتیبانی کامل از زبان فارسی از نسخه ۴+ · دسترسی راحت و سریع به سرویس‌های اینترنتی همچون امکانات گوگل · میز کار و امکان استفاده از ابزارک ها · تنوع و تعدد نرم‌افزارها | وابستگی زیاد به اینترنت دریافت کندونامنظم آخرین نسخه                                                                                                |
| لوگوی آی او اس     | بوت سریع · ویروس‌های کم · اطمینان به سازگاری نرم‌افزارها با سیستم عامل | نداشتن دسک تاپ و استفاده نکردن از ابزارک‌ها · انحصار گرایی و محدودیت انتقال فایل‌های رسانه ای · با به روزرسانی سیستم عامل گجت‌های قبل دچار کندی می‌شوند |
| لوگوی ویندوز فون ۷ | رابط کاربری مترو · پرکاربرد برای کاربران وابسته به ابزارهای ویندوزی | تعداد کم نرم‌افزارها |
| لوگوی سیمبین       | تطابق با هر دو سیستم لمسی و غیر لمسی · موقعیت‌یاب ماهواره‌ای رایگان | فناوری لمس آن در سطح رقابت با دیگر محصولات نیست · برنامهٔ جانبی کمی روی فروشگاه نوکیا آنلاین (Ovi Store) وجود دارد                                   |
| لوگوی بلک‌بری       | پست الکترونیک بدون رقیب · فروشگاه مجازی ویژهٔ دنیای تجارت · ارتباط آسان با سرویس‌های ارسال پیام                                                                                        | مرورگر و فایل‌های چند رسانه‌ای ناکامل · رابط لمسی قابل بهبود                                                                                          |
| لوگوی بادا         | پشتیبانی کامل از فایل‌های فلش · رابط چند لمسی · اجرای چند برنامه به‌طور هم‌زمان | نداشتن برنامه‌های پیشرفته · عدم امنیت کافی · نداشتن بازی‌های گرافیکی مناسب                                                                            |

| قابلیت                | لوگوی اندروید                 | لوگوی آی او اس                 | لوگوی ویندوز فون ۷               | لوگوی سیمبین                 | لوگوی بلک‌بری                  | لوگوی بادا                 |
| --------------------- | ----------------------------- | ------------------------------ | -------------------------------- | ---------------------------- | ----------------------------- | -------------------------- |
| تطابق با گجت‌های مختلف | تطابق با گجت‌های مختلف اندروید | تطابق با گجت‌های مختلف آی او اس | تطابق با گجت‌های مختلف ویندوز فون | تطابق با گجت‌های مختلف سیمبین | تطابق با گجت‌های مختلف بلک بری | تطابق با گجت‌های مختلف بادا |
| پوشش نرم‌افزاری        | پوشش نرم‌افزاری اندروید        | پوشش نرم‌افزاری آی او اس        | پوشش نرم‌افزاری ویندوز فون        | پوشش نرم‌افزاری سیمبین        | پوشش نرم‌افزاری بلک بری        | پوشش نرم‌افزاری بادا        |
| به روزرسانی           | به روزرسانی اندروید           | به روزرسانی بلک بری            | به روزرسانی ویندوز فون           | به روزرسانی سیمبین           | به روزرسانی بلک بری           | به روزرسانی بادا           |
| مجموع                 | مجموع ستاره‌های اندروید        | مجموع ستاره‌های آی اس او        | مجموع ستاره‌های ویندوز فون        | مجموع ستاره‌های سیمبین        | محموع ستاره‌های بلک بری        | مجموع ستاره‌های بادا        |